# Torneo Godó 2002 - Qualificazioni singolare
Le qualificazioni del singolare  del Torneo Godó 2002 sono state un torneo di tennis preliminare per accedere alla fase finale della manifestazione. I vincitori dell'ultimo turno sono entrati di diritto nel tabellone principale. In caso di ritiro di uno o più giocatori aventi diritto a questi sono subentrati i lucky loser, ossia i giocatori che hanno perso nell'ultimo turno ma che avevano una classifica più alta rispetto agli altri partecipanti che avevano comunque perso nel turno finale.
Le qualificazioni del torneo Torneo Godó  2002 prevedevano 28 partecipanti di cui 7 sono entrati nel tabellone principale.

## Teste di serie
1. Irakli Labadze (Qualificato)
2. André Sá (primo turno)
3. Cédric Pioline (Qualificato)
4. Joan Balcells (primo turno)
5. Federico Luzzi (primo turno)
6. Michaël Llodra (Qualificato)
7. Paul-Henri Mathieu (ultimo turno)

1. Didac Perez-Minarro (primo turno)
2. Stefano Galvani (Qualificato)
3. Björn Phau (ultimo turno)
4. Oleg Ogorodov (ultimo turno)
5. Željko Krajan (Qualificato)
6. Carlos Cuadrado (primo turno)
7. Daniel Melo (primo turno)

## Qualificati
1. Irakli Labadze
2. Stefano Galvani
3. Cédric Pioline
4. Didac Perez-Minarro

1. Carlos Cuadrado
2. Michaël Llodra
3. Željko Krajan

## Tabellone

### Legenda
| - Q = Qualificato - WC = Wild card - LL = Lucky loser | - ALT = Alternate - SE = Special Exempt - PR = Protected Ranking | - w/o = Walkover - r = Ritirato - d = Squalificato |

### Sezione 1
|  | Primo turno | Primo turno     | Primo turno     | Primo turno | Primo turno |  |  | Ultimo turno | Ultimo turno   | Ultimo turno   | Ultimo turno | Ultimo turno |  |
|  |             |                 |                 |             |             |  |  |              |                |                |              |              |  |
|  | 1           | Irakli Labadze  | 6               | 3           | 7           |  |  |              |                |                |              |              |  |
|  |             | Gastón Etlis    | 4               | 6           | 5           |  |  | 1            | Irakli Labadze | Irakli Labadze | 6            | 6            |  |
|  | 10          | Björn Phau      | Björn Phau      | 7           | 6           |  |  | 10           | Björn Phau     | Björn Phau     | 0            | 2            |  |
|  |             | Alexander Waske | Alexander Waske | 65          | 0           |  |  |              |                |                |              |              |  |

### Sezione 2
|  | Primo turno | Primo turno           | Primo turno     | Primo turno | Primo turno |  |  | Ultimo turno | Ultimo turno          | Ultimo turno          | Ultimo turno | Ultimo turno |  |
|  |             |                       |                 |             |             |  |  |              |                       |                       |              |              |  |
|  |             | Rubén Ramírez Hidalgo | 3               | 6           | 6           |  |  |              |                       |                       |              |              |  |
|  | 2           | André Sá              | 6               | 4           | 3           |  |  |              | Rubén Ramírez Hidalgo | Rubén Ramírez Hidalgo | 2            | 2            |  |
|  | 9           | Stefano Galvani       | Stefano Galvani | 6           | 7           |  |  | 9            | Stefano Galvani       | Stefano Galvani       | 6            | 6            |  |
|  |             | Rafael Nadal          | Rafael Nadal    | 2           | 5           |  |  |              |                       |                       |              |              |  |

### Sezione 3
|  | Primo turno | Primo turno                | Primo turno                | Primo turno | Primo turno |  |  | Ultimo turno | Ultimo turno   | Ultimo turno   | Ultimo turno | Ultimo turno |  |
|  |             |                            |                            |             |             |  |  |              |                |                |              |              |  |
|  | 3           | Cédric Pioline             | Cédric Pioline             | 6           | 6           |  |  |              |                |                |              |              |  |
|  |             | Jens Knippschild           | Jens Knippschild           | 1           | 3           |  |  | 3            | Cédric Pioline | Cédric Pioline | 6            | 6            |  |
|  | 11          | Oleg Ogorodov              | Oleg Ogorodov              | 6           | 6           |  |  | 11           | Oleg Ogorodov  | Oleg Ogorodov  | 4            | 3            |  |
|  |             | Salvador Navarro-Gutierrez | Salvador Navarro-Gutierrez | 4           | 4           |  |  |              |                |                |              |              |  |

### Sezione 4
|  | Primo turno | Primo turno         | Primo turno         | Primo turno | Primo turno |  |  | Ultimo turno        | Ultimo turno        | Ultimo turno        | Ultimo turno | Ultimo turno |  |
|  |             |                     |                     |             |             |  |  |                     |                     |                     |              |              |  |
|  |             | Oscar Serrano-Gamez | 7                   | 4           | 7           |  |  |                     |                     |                     |              |              |  |
|  | 4           | Joan Balcells       | 5                   | 6           | 63          |  |  | Oscar Serrano-Gamez | Oscar Serrano-Gamez | Oscar Serrano-Gamez | 65           | 4            |  |
|  |             | Didac Perez-Minarro | Didac Perez-Minarro | 7           | 6           |  |  | Didac Perez-Minarro | Didac Perez-Minarro | Didac Perez-Minarro | 7            | 6            |  |
|  | 8           | Oliver Gross        | Oliver Gross        | 6(1)        | 4           |  |  |                     |                     |                     |              |              |  |

### Sezione 5
|  | Primo turno | Primo turno        | Primo turno     | Primo turno | Primo turno |  |  | Ultimo turno       | Ultimo turno       | Ultimo turno | Ultimo turno | Ultimo turno |  |
|  |             |                    |                 |             |             |  |  |                    |                    |              |              |              |  |
|  |             | Jan Frode Andersen | 7               | 6(1)        | 6           |  |  |                    |                    |              |              |              |  |
|  | 5           | Federico Luzzi     | 63              | 7           | 4           |  |  | Jan Frode Andersen | Jan Frode Andersen | 4            | 6            | 3            |  |
|  |             | Carlos Cuadrado    | Carlos Cuadrado | 6           | 6           |  |  | Carlos Cuadrado    | Carlos Cuadrado    | 6            | 3            | 6            |  |
|  | 13          | John van Lottum    | John van Lottum | 2           | 2           |  |  |                    |                    |              |              |              |  |

### Sezione 6
|  | Primo turno | Primo turno     | Primo turno     | Primo turno | Primo turno |  |  | Ultimo turno | Ultimo turno   | Ultimo turno   | Ultimo turno | Ultimo turno |  |
|  |             |                 |                 |             |             |  |  |              |                |                |              |              |  |
|  | 6           | Michaël Llodra  | Michaël Llodra  | 7           | 7           |  |  |              |                |                |              |              |  |
|  |             | Mario Radić     | Mario Radić     | 65          | 5           |  |  | 6            | Michaël Llodra | Michaël Llodra | 6            | 6            |  |
|  |             | Daniel Melo     | Daniel Melo     | 6           | 6           |  |  |              | Daniel Melo    | Daniel Melo    | 4            | 1            |  |
|  | 14          | Denis Golovanov | Denis Golovanov | 3           | 0           |  |  |              |                |                |              |              |  |

### Sezione 7
|  | Primo turno | Primo turno            | Primo turno        | Primo turno | Primo turno |  |  | Ultimo turno | Ultimo turno       | Ultimo turno       | Ultimo turno | Ultimo turno |  |
|  |             |                        |                    |             |             |  |  |              |                    |                    |              |              |  |
|  | 7           | Paul-Henri Mathieu     | Paul-Henri Mathieu | 6           | 6           |  |  |              |                    |                    |              |              |  |
|  |             | Marcel Granollers      | Marcel Granollers  | 2           | 2           |  |  | 7            | Paul-Henri Mathieu | Paul-Henri Mathieu | 2            | 4            |  |
|  | 12          | Željko Krajan          | 3                  | 7           | 6           |  |  | 12           | Željko Krajan      | Željko Krajan      | 6            | 6            |  |
|  |             | German Puentes-Alcaniz | 6                  | 5           | 2           |  |  |              |                    |                    |              |              |  |